# MalaCo
MalaCo est une revue scientifique et un journal électronique gratuit, annuel ou bisannuel, sur l'écologie, la biologie, la systématique et la conservation des Mollusques continentaux. 
Créé en 2005, MalaCo a publié huit volumes rassemblant une cinquantaine d'articles.

## Contenus, objectifs
MalaCo diffuse des travaux inédits de taxonomie, des résultats d'inventaires ou concernant la conservation des espèces, ainsi que des notes naturalistes, listes de référence et des atlas régionaux. 

## Fiche technique du journal MalaCo
MalaCo est édité par l'association Caracol
- (ISSN 1778-3941)
- Fréquence : annuelle ou bisannuelle
- Langue : Français ou Anglais
- Date de première parution : mai 2005
- Volume actuel : 8 / 2012
- Référencé par : Zoological Record[3]  - BiologyBrowser (Thomson) [4] - DOAJ (Directory of Open Access Journal)[5].
- Site internat : www.journal-malaco.fr

## L'Équipe éditoriale
Elle est composée de :
- Xavier CUCHERAT / Audinghen (Pas-de-Calais)
- Benoît FONTAINE / Paris
- Olivier GARGOMINY / Paris
- Vincent PRIE / Montpellier (Hérault)

## Éditeurs associés
Ce sont : 
- Rafael ARAUJO ; Muséum national des Sciences naturelles ; Madrid ; Espagne
- Thierry BACKELJAU ; IRSNB ; Bruxelles ; Université d'Antwerp ; Belgique
- Philippe BOUCHET ; Muséum national d'Histoire naturelle ; Paris ; France
- Robert COWIE ; Université de Hawaii ; Honolulu
- Folco GIUSTI ; Université de Sienne ; Italie
- Martin HAASE, Université de Greifswald, Allemagne
- Bernhard HAUSDORF, Musée zoologique de l'université de Hambourg, Allemagne
- Robert HERSHLER ; Smithsonian Institution ; Washington
- Henk K. MIENIS ; Hebrew University of Jerusalem ; Jérusalem

## Liste d'articles actuellement publiés
- Adam, B. 2010. L’Anodonte chinoise Sinanodonta woodiana (Lea, 1834) (Mollusca, Bivalvia, Unionidae) : une espèce introduite qui colonise le bassin Rhône-Méditerranée. MalaCo, 6 : 278-287.
- Altaba, C.R. 2007. À propos de quelques noms de naïades : Pourquoi faut-il oublier Potomida et Pseudunio ? MalaCo, 4 : 148-150.
- Audibert, C. 2007. Don de la collection malacologique de Pierre Calas au Muséum de Lyon. MalaCo, 4 : 148.
- Audibert, C. 2005. État d'avancement de l'inventaire des Mollusques de Rhône-Alpes. MalaCo, 1 : 5.
- Audibert, C., Vivien, F. 2006. Redécouverte de la collection malacologique de Georges Coutagne. MalaCo, 2 : 33.
- Bichain, J.M. 2005. Découverte de valves de Pseudunio auricularius (Spengler, 1793) en Haute-Garonne. MalaCo, 1 : 6.
- Bichain, J.M. 2005. Malacofaune continentale de France : Compléments taxonomique, bibliographique et réglementaire 2001-2004. MalaCo, 1 : 22-27.
- Bichain, J.-M. & Wagner, A. 2010. Un nouvel espoir pour Unio crassus Philipsson, 1788 (Mollusca, Bivalvia, Unionidae) en Alsace. MalaCo, 6 : 264.
- Bouchet, p. 2008. Editorial. MalaCo, 5 : 227-228.
- Boulord, A, Douillard, E., Durand, O., Gabory, O., Leheurteux, E. 2007. Atlas provisoire de la répartition des mollusques des Mauges (France, Maine-et-Loire). MalaCo, 4 : 184-221.
- Brabant, D. 2005. La collection des types de mollusques au Muséum de Paris. MalaCo, 1 : 3.
- Brault, J.P., Gervais, M. 2005. Les mollusques continentaux du Loir-et-Cher. MalaCo, 1 : 6.
- Charles, L. 2012. Redécouverte de Pagodulina pagodula (Des Moulins, 1830) (Gastropoda, Orculidae) dans le Puy-de-Dôme (Auvergne, France). MalaCo, 8 : 420-427.
- Cochard, P.O., Hesnard, O., Lecaplain, B., Mazurier, M., Philippeau, A. 2006. Le genre Vertigo O.F. Müller, 1773 (Gastropoda, Vertiginidae) en Normandie, premier état des connaissances. MalaCo, 2 : 34-38.
- Cucherat, X., Quelin, L., Lotte, J. 2012. Aperçu de la malacofaune de quelques tourbières alcalines du Plateau Bayard (France, Hautes-Alpes). MalaCo, 8 : 412-419.
- Cucherat, X. 2010. Première mention de la Veloutée rouge, Pseudotrichia rubiginosa (Rossmässler, 1838) (Mollusca, Gastropoda, Hygromiidae) en région Haute-Normandie. MalaCo, 6 : 265.
- Cucherat, X. & Gargominy, O. 2010. La malacofaune du site Natura 2000 du lac de Saint Léger et mention de Vertigo angustior Jeffreys, 1830 (Mollusca, Gastropoda, Vertiginidae) pour les Alpes-de-Haute-Provence. MalaCo, 6 : 288-293.
- Cucherat, X., Demuynck, S. 2008. Les plans d’échantillonnage et les techniques de prélèvements des mollusques continentaux. MalaCo, 5 : 244-253.
- Cucherat, X. & Boca, F. 2007. Bilan des connaissances sur les espèces de mollusques continentaux d’intérêt communautaire de la Directive "Habitats-Faune-Flore" dans la région Picardie pour la période 1994 – 2007. MalaCo, 4 : 164-175.
- Cucherat, C. 2005. L’inventaire des Mollusques continentaux de la région Nord – Pas-de-Calais : objectifs, méthodes et premiers résultats. MalaCo, 1 : 10-11.
- Cucherat, X., Demuynck, S. 2006. Catalogue annoté des Gastéropodes terrestres (Mollusca, Gastropoda) de la région Nord - Pas-de-Calais. MalaCo, 2 : 40-91.
- Gargominy, O. 2007. Pas seulement des Partula au menu d’Euglandina rosea. MalaCo, 4 : 150-151.
- Gargominy, O. 2005. L'inventaire national du Patrimoine naturel : le Muséum comme centre de référence des données sur la nature. MalaCo, 1 : 17-18.
- Gargominy, O., Ripken, Th. 2006. Données nouvelles sur les mollusques (Mollusca, Gastropoda) du Parc national du Mercantour (France). MalaCo, 3 : 109-139.
- Gargominy, O., Ripken, Th., Matamoro-Vidal, A., Reboul, D. 2008. Pagodulina subdola (Gredler, 1856) (Gastropoda, Stylommatophora, Orculidae) fait bien partie de la faune de France. MalaCo, 5 : 256-260.
- Gargominy, O., Prié, V., Bichain, J.-M., Cucherat, X., Fontaine, B. 2011. Liste de référence annotée des mollusques continentaux de France. MalaCo, 7 : 307-382.
- Gargominy O. & Theo E.J. Ripken 2011. Une collection de référence pour la malacofaune terrestre de France. MalaCo, HS 1 : 1-108.
- Gargominy O. & E. Neubert 2011. Identifier les clausilies de France. MalaCo, HS1 : 109-122.
- Georges, P. & Charlier, p. 2010. Localisation préférentielle de Cecilioides acicula (O. F. Müller, 1774) dans deux tombes hellénistiques de Plinthine (Égypte). MalaCo, 6 : 298-302.
- Hyman, I. 2006. The first annual meeting of Task-Force-Limax, Bünder Naturmuseum, Chur, Switzerland, 8-10 September, 2006: presentation, outcomes and abstracts. MalaCo, 3 : 104-107.
- Jochum, A., Weigand, A.M., Slapnik, R., Valentinčič, J., Prieto, C.E. 2012. Les microscopiques escargots Ellobioides du genre Zospeum Bourguignat, 1856 (Pulmonata, Ellobioidea, Carychiidae) font leur grand début dans le Pays basque et dans la province de Burgos (Espagne). MalaCo, 8 : 400-403.
- Klee, B., Schneppat, U. 2006. Collecting and transporting living slugs (Pulmonata: Limacidae). MalaCo, 3 : 107-108.
- Koch, V. 2006. Escargot et libellule. MalaCo, 2 : 33.
- Maurel, J.p. 2006. Otala punctata (O.F. Müller, 1774) à Toulouse (Haute-Garonne). MalaCo, 2 : 31-32.
- Mienis, H.K. 2006. A List of type specimens of land and freshwater molluscs from France présent in the national molluscs collection of the Hebrew University of Jerusalem. MalaCo, 3 : 108.
- Mienis, H.K. 2008. Does Rumina saharica Pallary, 1901 occur in France? MalaCo, 5 : 229-230.
- Mienis, H.K. 2008. Pupilla muscorum and Pupilla bigranata also syntopic in Clermont, France. MalaCo, 5 : 230.
- Mienis, H.K. & Rittner, O. 2010. On the presence of Helix lucorum Linnaeus, 1758 (Mollusca, Gastropoda, Helicidae) in Le Vesinet, a western suburb of Paris. MalaCo, 6 : 266-267.
- Mienis, H.K. & Vaisman, S. 2010. The presence of life specimens of Monacha cartusiana (O.F. Müller, 1774) and Cernuella virgata (Da Costa, 1778) (Mollusca, Gastropoda, Hygromiidae) has prevented the import of 23 tons of apples from France into Israël. MalaCo, 6 : 268-269.
- Mouthon, J. 2012. Les mollusques de deux rivières franc-comtoise le Drugeon et la Clauge, comparaison entre les inventaires 1977-1978 et 2009-2010. MalaCo, 8 : 406-411.
- Mouthon, J. 2007. Inventaire des mollusques de la rivière Doubs (Franche-Comté, France). MalaCo, 4 : 158-162.
- Mouthon, J. 2008. Découverte d’Anodonta woodiana (Lea, 1834) (Bivalvia : Unionacea) dans un réservoir eutrophe : le Grand Large en amont de Lyon (Rhône, France). MalaCo, 5 : 241-243.
- Mouthon, J. & Daufresne, M. 2011. Inventaire des mollusques d'une rivière franc-comtoise l'Ognon, déclin des populations de bivalves autochtones (Unionidae, Sphaeriidae) entre 1977 et 2007. MalaCo, 7 : 391-397.
- Oueslati, T. 2012. Première mention de la Veloutée moine, Ashfordia granulata (Adler, 1830) (Gastropoda, Hygromiidae) dans la région Nord - Pas-de-Calais (France). MalaCo, 8 : 404-405.
- Pasco, P.Y. 2005. Découverte du genre Marstoniopsis Van Regteren Altena, 1936 (Caenogastropoda, Rissooidea, Amnicolidae) dans le canal d’Ille-et-Rance (Ille-et-Vilaine, France). MalaCo, 1 : 12.
- Pavon, D. 2005. Note sur Granaria stabilei anceyi (Fagot, 1881). MalaCo, 1 : 7.
- Pechberty, M., Huguet, A. 2006. Création d’une base de connaissances informatisée à l’aide du logiciel XPER sur les Naïades de France métropolitaine dans le cadre d’un stage de Mastère2. MalaCo, 2 : 32.
- Prié, V. 2012. Les sous-espèces de la Mulette méridionale Unio mancus Lamarck 1819 (Bivalvia, Unionidea) en France : descriptions originales et matériel topotypique. MalaCo, 8 : 428-446.
- Prié, V. & Cochet, G. 2010. Restaurer les fonctionnalités des écosystèmes : Proposition pour la réintroduction de l’Esturgeon de l’Atlantique Acipenser oxyrinchus Mitchill, 1815 (Pisces, Acipenseridae) pour sauver la Grande Mulette Margaritifera auricularia (Spengler, 1793) (Mollusca, Bivalvia, Margaritiferidae) de l’extinction. MalaCo, 6 : 270-277.
- Prié, V., Bousquet, P., Serena, A., Tabacchi, E., Jourde, P., Adam, B., Deschamps, T., Charneau, M., Tico, T., Bramard, M. & Cochet, G. 2010. Nouvelles populations de Grande Mulette Margaritifera auricularia (Spengler, 1793) (Bivalvia, Margaritiferidae) découvertes dans le Sud-ouest de la France. MalaCo, 6 : 294-297.
- Prié, V., Philippe, L., Cochet, G., Rethoret, H., Filali, R.  2008. Une population majeure de la très rare Grande Mulette Margaritifera auricularia (Spengler, 1793) (Bivalvia : Margaritiferidae) dans le fleuve Charente (France). MalaCo, 5 : 231-240.
- Prié, V., Philippe, L., Cochet, G. 2007. Évaluation de l’impact d’un projet de canal sur les naïades de l’Oise (France) et découverte de valves récentes de Margaritifera auricularia (Spengler, 1793) (Bivalvia : Margaritiferidae). MalaCo, 4 : 176-183.
- Prié, V., Rondeau, A., Bernier, C. 2007. Une enquête interactive de l’ONEM sur quatre escargots méditerranéens. MalaCo, 4 : 152-153.
- Prié, V. 2005. Répartition de Heraultiella exilis (Paladilhe, 1867) (Gastropoda, Caenogastropoda, Rissooidea). MalaCo, 1 : 8-9.
- Prié, V. 2005. Synthèse sur la répartition de Xerocrassa geyeri (Soos, 1926), Vertigo substriata (Jeffreys, 1833), Argna ferrari blanci (Bourguignat, 1874) et Pagodulina austeniana (Nevill, 1880) dans la marge Sud-Ouest du Massif central. MalaCo, 1 : 13-16.
- Prié, V., Bichain, J.M. 2006. Malacofaune continentale de France : Complément bibliographique 2005-2006. MalaCo, 2 : 95-96.
- Ben Romdhane, M., El Hedfi, C., Ben Salem, M. 2008. Première mention de Pomatias elegans (O. F. Müller, 1774) (Gastropoda, Caenogastropoda, Pomatiidae) au Nord de la Tunisie. MalaCo, 5 : 254-255.
- Régnier, C. 2010. Editorial. MalaCo, 6 : 263.
- Rocroi, J.P., Bichain, J.M., Gargominy, O. 2007. De Trichia à Trochulus (Gastropoda, Hygromiidae). MalaCo, 4 : 150.
- Sarr, A., Kinzelbach, R., Diouf, M. 2011. Diversité spécifique et écologie des mollusques continentaux de la basse vallée du Ferlo (Sénégal). MalaCo, 7 : 383-390.
- Vareille-Morel, C., Dreyfuss, G., Rondelaud, D. 2007. Les habitats des Lymnaeidae sur sols acides : À propos de quelques observations dans la région Limousin sur une trentaine d'années. MalaCo, 4 : 154-157.
- Vrignaud, S. 2007. Différentes techniques de détermination de l’âge et du sexe des moules perlières, Margaritifera margaritifera (Linnaeus, 1758) (Mollusca, Bivalvia, Margaritiferidae). MalaCo, 4 : 222-224.
- Vrignaud, S. 2005. Clef de détermination des Naïades d’Auvergne. MalaCo, 1 : 19-22.
- Vrignaud, S. 2006. Découverte de Vertigo substriata (Jeffreys, 1833) en plaine de Limagne (Puy-de-Dôme, France). MalaCo, 2 : 33.
- Vrignaud, S. 2006. Clef de détermination des Vertigo d’Auvergne. MalaCo, 2 : 92-95.
- Wagner, A. 2012. Nouvelle localité de Valvata cristata (O.F. Müller, 1774) (Gastropoda, Heterobranchia, Valvatidae) en Alsace (France, Bas-Rhin). MalaCo, 8 : 398-399.
- Wilson, E.O. 2007. Editorial. MalaCo, 4 : 143-144.
- Zimmermann, G. 2006. Endémisme et extinctions : systématique des Endodontidae (Mollusca, Pulmonata) de Rurutu (Îles Australes, Polynésie française). MalaCo, 3 : 103-104.